# 北京黎明演唱會
北京黎明演唱會是香港歌手黎明首次在北京舉行的個人演唱會，演唱會由中華文化交流與合作促進會主辦、中國國際文化藝術公司承辦，於1992年10月29日至11月1日一連4場在中國北京市首都體育館舉行，收益捐給中華文化交流與合作促進會作慈善用途。

## 背景及製作

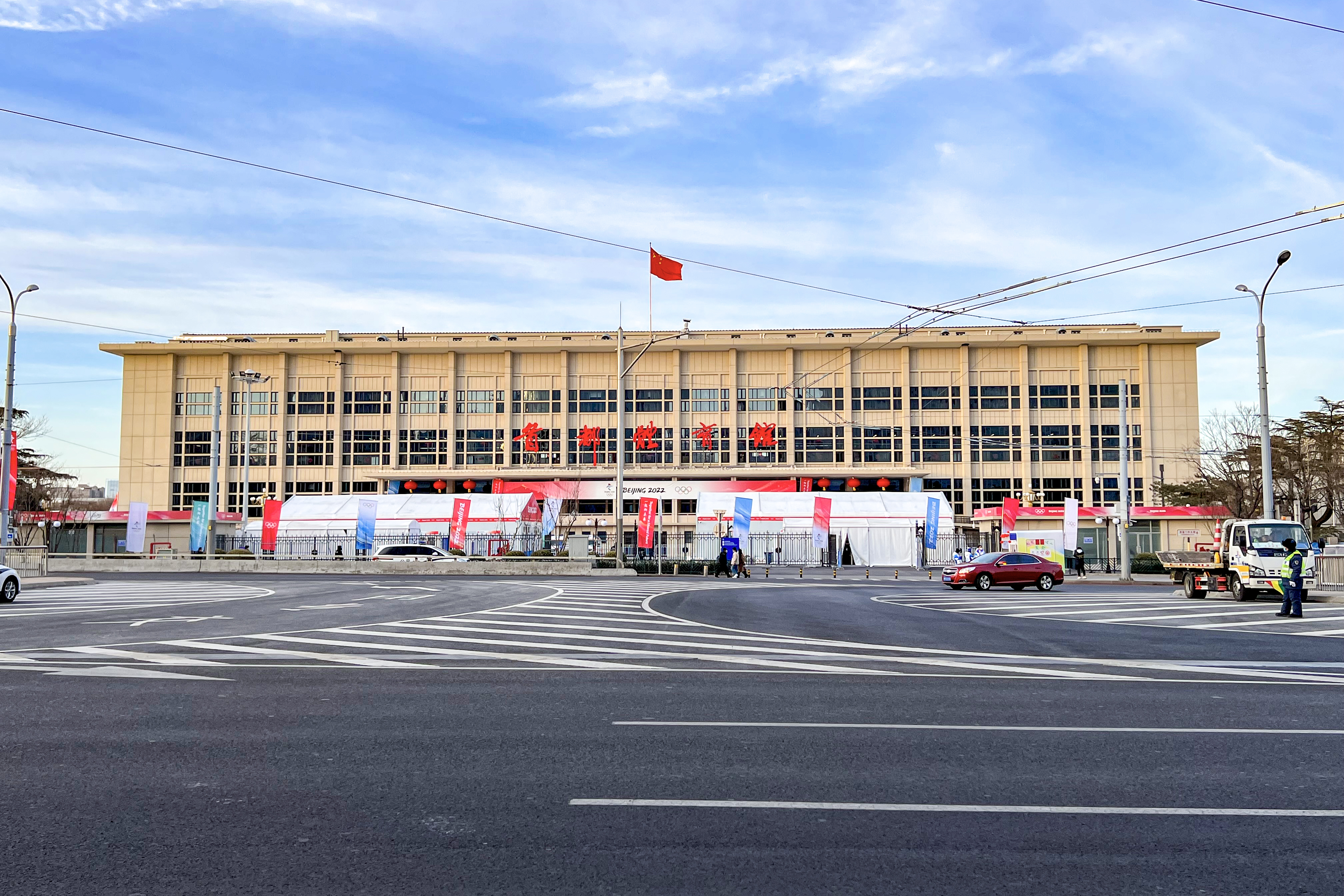
位於北京市海淀區中關村南大街的首都體育館（攝於2022年）

《北京黎明演唱會》是黎明自1990年成為歌手以來首次在中國大陸舉行的個人演唱會，中華文化交流與合作促進會（簡稱「文促會」）是一個宣揚中華文化的民間團體，於1992年6月15日在北京成立，黎明把這次演唱會的收益全部捐給文促會作慈善用途。此演唱會的歌曲編排及服裝造型等製作概念以《黎明一夜傾情演唱會》作為參考基礎，舞台則以四面台形式設置，樂手、舞蹈員及音樂設備均來自香港，演唱地點位於北京市首都體育館，場館可容納約一萬八千名觀眾，香港歌手王菲（當時的藝名為王靖雯）擔任特別嘉賓。以下是演唱會的曲目：
黎明的演唱曲目：
1. 我來自北京
2. 但願不只是朋友
3. 無名份的浪漫
4. 永相依
5. 相逢在雨中
6. 對不起、我愛你
7. 明日天涯
8. 夢
9. 午夜夢迴
10. 兩心知
11. 一夜傾情
12. 夜夜夢中見
13. 愛上一個不回家的人
14. Everything
15. 容易受傷的女人
16. 有一天我會
17. 明明白白我的心
18. 夢工場
19. 不羈舞台
20. 人在黎明
21. 我會像你一樣傻
22. 人在邊緣
23. 戀火
24. 我的感覺
25. 如果這是情
26. 情是我所有
27. 今夜妳會不會來
28. 我的親愛

特別嘉賓王靖雯的演唱曲目：
1. 愛上一個不回家的人
2. 容易受傷的女人
3. 一生何求
4. 有一天我會

## 反應及迴響

### 票房反應
《北京黎明演唱會》的門票售分別為20元、40元、60元、150元人民幣，當中150元的是內部認購的主席台門票，其他門票於1992年10月23日公開發售，傳媒報導指售價20元的門票於推出當天便立即售罄，有未能購得門票的公眾在售票處附近聚集，與售賣黃牛票的人討價還價，原本售價60元的門票被炒賣到150至200元。

### 各界迴響
此演唱會引起當地政府、民眾及媒體的關注，黎明在北京首都國際機場舉行記者招待會的時候，被民眾及記者包圍，因情況混亂而獲海關特別放行，其後再補辦入境手續，主辦單位在釣魚台國賓館設宴招待，出席者包括當時的全國人民代表大會常務委員會副委員長廖漢生，有民眾在黎明入住的酒店圍觀及守候。4場演唱會均全場滿座，約八成觀眾為正在就讀中學的青少年，當中以女性佔多數。1992年10月30日，中國中央電視台邀請黎明接受訪問，並拍攝第二場演場會的過程及於稍後安排全國播映。黎明在第3場演唱會與觀眾握手期間，觀眾席的欄杆被擠塌，造成多人受傷。1992年11月1日，當時的北京人民廣播電台經濟廣播節目主持人張樹榮在其節目中以黎明的演唱會為主題，探討和分析追星族的現象，引起社會的廣泛討論，同時也有部份歌迷對節目主持人的言論感到不滿，在節目播出的第二天開始，電台收到數千封抗議信。媒體認為此演唱會新穎、具吸引力，為中國內地帶入一股較新的演唱會形式，評論認為黎明演唱會所帶來的熱潮，反映出當時中國內地的青少年對香港文化的認同和追隨，而黎明在北京出生，其形象更為貼近當地民眾的喜好，因此受到當地民眾的歡迎。黎明在北京逗留期間，獲中華人民共和國外交部高級官員致函讚揚他對中國樂壇作出貢獻，並邀請參與演出一部以輔導青少年學習為題材的喜劇，但黎明由於檔期關係未能參演。黎明對於能夠在自己的故鄉舉行演唱會感到榮幸，他表示中國大陸有很多盜版錄音帶，呼籲公眾不要購買盜版的產品。

### 書籍文獻
- 香港地方志中心. . 香港: 中華書局. 2021-12: 815. ISBN 9789888760053 （中文）.

### 註腳列表
1. ↑  . 大公報. 1992-10-30  [2024-08-17]. （原始内容存档于2024-08-17） （中文）.
2. 1 2  . 香港商報. 1992-10-29  [2021-04-06]. （原始内容存档于2021-04-06） （中文）.
3. ↑  . 聯合晚報. 1992-10-31: 13  [2024-12-26]. （原始内容存档于2024-12-26） （中文（简体））.
4. ↑  . 黎明北京深圳全追蹤演唱會寫真. 1992  [2021-04-06]. （原始内容存档于2021-04-06） （中文）.
5. ↑  . 北京晚報. 1992-10  [2021-04-06]. （原始内容存档于2021-04-06） （中文（简体））.
6. ↑  . 1992-10-29  [2021-04-06]. （原始内容存档于2021-04-06） （中文（简体））.
7. ↑  . 大公報. 1992-10-29  [2024-08-14]. （原始内容存档于2024-08-14） （中文）.
8. ↑  . 黎明北京深圳全追蹤演唱會寫真. 1992  [2021-04-06]. （原始内容存档于2021-04-06） （中文）.
9. ↑  . 報章. 1992  [2021-04-06]. （原始内容存档于2021-04-06） （中文（简体））.
10. ↑  魏幼芳. . 大公報. 1992  [2024-08-18]. （原始内容存档于2024-08-17） （中文）.
11. ↑  . 黎明北京深圳全追蹤演唱會寫真. 1992  [2021-04-06]. （原始内容存档于2021-04-06） （中文）.
12. ↑  李綺賢. . 新報. 1992-11-01  [2021-04-06]. （原始内容存档于2021-04-06） （中文）.
13. ↑  彭小酉. . 報章. 1992  [2021-04-06]. （原始内容存档于2021-04-06） （中文（简体））.
14. ↑  . 人民網. 2003-07-09  [2019-07-13]. （原始内容存档于2010-05-21） （中文（简体））.
15. ↑  徐捷. . 新晚報. 1992-11-02: 13  [2021-04-06]. （原始内容存档于2021-04-06） （中文）.
16. ↑  亦周. . 報章. 1992  [2021-04-06]. （原始内容存档于2021-04-06） （中文（简体））.
17. ↑  丘紅. . 新報. 1992-11-01  [2021-04-06]. （原始内容存档于2021-04-06） （中文）.
18. ↑  . 報章. 1992  [2021-04-06]. （原始内容存档于2021-04-06） （中文（简体））.